# Orthacris ramakrishnai
Orthacris ramakrishnai är en insektsart som beskrevs av Bolívar, I. 1917. Orthacris ramakrishnai ingår i släktet Orthacris och familjen Pyrgomorphidae. Inga underarter finns listade i Catalogue of Life.